# Kriegerdenkmal Loburg

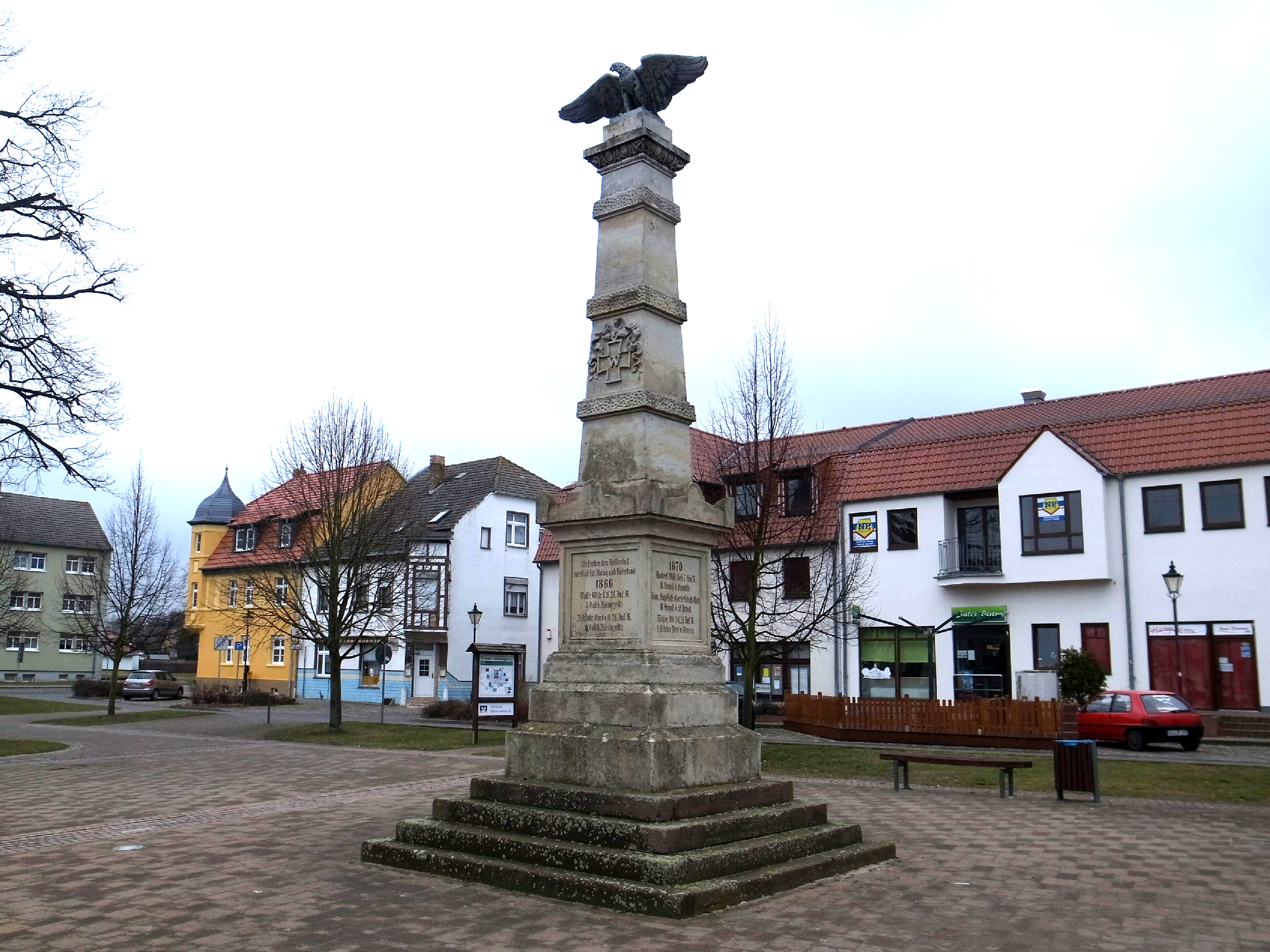
Kriegerdenkmal Loburg

Das Kriegerdenkmal Loburg ist ein denkmalgeschütztes Kriegerdenkmal in der Ortschaft Loburg der Stadt Möckern in Sachsen-Anhalt. Im örtlichen Denkmalverzeichnis ist das Kriegerdenkmal unter der Erfassungsnummer 094 40840 als Baudenkmal verzeichnet.

## Lage
Das Kriegerdenkmal befindet sich auf dem Marktplatz der Ortschaft Loburg, südöstlich des Rathauses von Loburg.

## Gestaltung und Geschichte
Bei dem Kriegerdenkmal handelt es sich um ein viereckiges mehrstufiges Podest, auf dem sich eine Stele befindet. Die Stele wird durch einen Adler mit gespreizten Flügeln gekrönt.
Die Stele wurde am 2. September 1895 für die Gefallenen der Kriege von 1866 bis 1870 errichtet.

## Inschriften
Es starben den Heldentod mit Gott für König und

Vaterland 1866 1870

in Dankbarkeit gewidmet Loburg 2. September 1895
- Busse Wilhelm
- Dankert, Wilhelm
- Jahn, Aug.
- Richter, Alb.
- Röhlicke, Carl

## Quelle
- Gefallenen Denkmal Loburg Online, abgerufen am 14. Juni 2017.